# Coudray (Eure)
Coudray ist eine französische Gemeinde mit 217 Einwohnern (Stand 1. Januar 2022) im Département Eure in der Region Normandie (vor 2016 Haute-Normandie). Sie gehört zum Arrondissement Les Andelys und zum Kanton Gisors.

## Geographie
Coudray liegt etwa 41 Kilometer ostsüdöstlich von Rouen.

### Nachbargemeinden
Umgeben ist Coudray von den Nachbargemeinden Lisors im Westen und Norden, Puchay im Nordosten und Osten, Saussay-la-Campagne im Süden sowie Mesnil-Verclives im Südwesten und Westen.

## Bevölkerungsentwicklung
| Jahr      | 1962 | 1968 | 1975 | 1982 | 1990 | 1999 | 2006 | 2019 |
| Einwohner | 196  | 193  | 175  | 170  | 188  | 192  | 221  | 218  |

## Sehenswürdigkeiten
- Kirche Saint-Martin aus dem 14. Jahrhundert, Monument historique

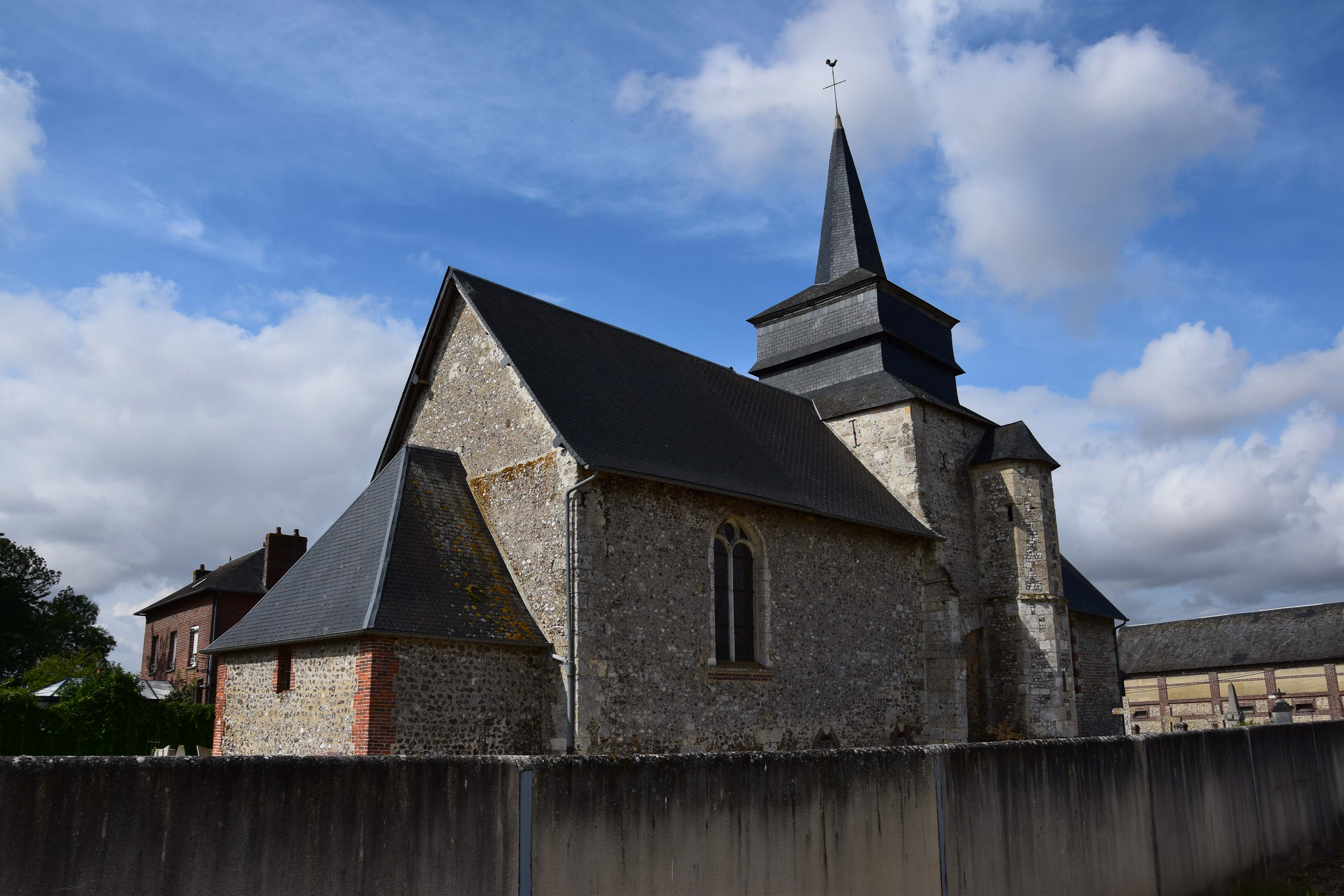
Kirche Saint-Martin